# رجین هیلدبرانت
رجین هیلدبرانت (با نام تولد رادیشفسکی؛ انگلیسی: Regine Hildebrandt; ۲۶ آوریل ۱۹۴۱ – ۲۶ نوامبر ۲۰۰۱) زیست‌شناس و سیاستمدار آلمانی (حزب سوسیال دموکرات آلمان) بود.

## زندگی و سال‌های ابتدایی
رجینرادیشفسکی در برلین در دوران جنگ جهانی دوم به دنیا آمد. او دومین فرزند از دو فرزند خانواده بود. پدرش پیانیستی بود که در آکادمی ملی باله به عنوان همراهی‌کننده فعالیت می‌کرد و مادرش بعدها صاحب یک مغازه کوچک تنباکوفروشی شد. زمانی که رجیندو سال داشت، خانواده به مناطق روستایی شرق آلمان تخلیه شدند و اندکی بعد در بمباران، بیشتر دارایی‌های خود را از دست دادند.

### دوران رشد و تحصیل
پس از پایان جنگ در مه ۱۹۴۵، خانواده به برلین بازگشتند. رجینپنج تا شش سال اول تحصیل خود را در مدرسه‌ای در منطقه تحت اشغال غربی شهر (برلین غربی) گذراند، اما با تشدید تقسیم‌بندی سیاسی بین منطقه تحت اشغال شوروی و مناطق غربی، والدینش او را به مدرسه‌ای در بخش شرقی برلین فرستادند. خانه خانواده در مرکز شهر و در خیابان برناوئر قرار داشت که مرز سیاسی بین برلین شرقی و غربی بود و به رجیناین فرصت را داد تا تا سپتامبر ۱۹۶۱ که خانواده به اجبار به دلیل ساخت دیوار برلین جابجا شدند، شاهد رویدادهای جنگ سرد باشد. در اکتبر ۱۹۶۱، او در تأسیس و عضویت گروه کر بین‌المذاهب کلیسای جامع پروتستان برلین مشارکت داشت.

### سال‌های میانی و تحصیلات دانشگاهی
رجیناز سال ۱۹۵۹ تا ۱۹۶۴ زیست‌شناسی را در دانشگاه هومبولت برلین شرقی تحصیل کرد. او هرگز به سازمان جوانان آلمان آزاد (FDJ) که در واقع شاخه جوانان حزب حاکم SED بود، نپیوست. این امتناع ظاهراً به دلیل تعارض زمانی با فعالیت‌های او در گروه کر کلیسا بود. عدم عضویت در FDJ باعث رد اولیه درخواست او برای ورود به دانشگاه شد و عدم پیوستن به حزب در بزرگسالی نیز تا سال ۱۹۸۹ فرصت‌های شغلی او را محدود کرد.

### حرفه تحقیقاتی
بین سال‌های ۱۹۶۴ تا ۱۹۷۸، رجینرادیشفسکی در سمت مدیریت کنترل کیفیت در بخش داروسازی شرکت وب برلین شیمی، یک گروه تولیدی بزرگ در برلین شرقی مشغول به کار بود. او مسئولیت‌های خود در بخش داروسازی را با یک پروژه تحقیقاتی در دانشگاه هومبولت در زمینه داروها ترکیب کرد که منجر به اخذ مدرک دکترا در سال ۱۹۷۸ شد. در سال ۱۹۷۸، او یک موقعیت تحقیقاتی ارشد در مرکز مطالعه بیماری‌های متابولیک و دیابت برلین به دست آورد و تا سال ۱۹۹۰ ریاست بخش دیابت را بر عهده داشت. در این مدت، مقالات تحقیقاتی متعددی از او منتشر شد.

### دستاوردهای علمی
دستاوردهای علمی جینه شامل مدیریت و تحقیقات در صنعت داروسازی آلمان شرقی، توسعه روش‌های کنترل کیفیت در تولید دارو، تحقیقات پیشگامانه در زمینه بیماری‌های متابولیک و دیابت و انتشار مقالات علمی متعدد در دوران فعالیت تحقیقاتی بوده است. رجین هیلدبراندت مسیر حرفه‌ای خود را از زیست‌شناسی به سیاست تغییر داد و پس از اتحاد آلمان به یکی از چهره‌های محبوب و تأثیرگذار حزب سوسیال دموکرات تبدیل شد. تجربیات او در دوران جنگ و زندگی در آلمان شرقی تأثیر عمیقی بر دیدگاه‌های سیاسی و اجتماعی او گذاشت.

### زندگی خانوادگی
در این سال‌ها، رجیندر سال ۱۹۶۶ با یورگ هیلدبراندت، برادر رهبر ارکستر گروه کری که هر دو در آن می‌خواندند، ازدواج کرد. این دو از سال ۱۹۵۰ از طریق کلیسا با هم آشنا بودند و همسایه‌های نزدیک یکدیگر محسوب می‌شدند. آنها تجربه مشترکی از زندگی در خط مقدم مرزی شرق و غرب قبل از سال ۱۹۶۱ داشتند.
این ازدواج حاصل سه فرزند شد که در سال‌های ۱۹۶۹، ۱۹۷۱ و ۱۹۷۴ به دنیا آمدند. با وجود مشغله‌های تحقیقاتی، رجین همیشه برای خانواده‌اش که برایش بسیار اهمیت داشتند، وقت می‌گذاشت. همسرش بعدها به یاد می‌آورد که آنها شش روز هفته را هر شب با هم شام می‌خوردند و یکشنبه‌ها پس از بازگشت از کلیسا، ناهار خانوادگی مفصلی داشتند.
وقتی رجیندر ۶۰ سالگی درگذشت، هنوز در یک «خانه چندنسلی» بزرگ که پس از سال ۱۹۹۰ ساخته بودند، همراه با اعضای جوانتر خانواده زندگی می‌کرد. این خانه نمادی از ارزش‌های خانوادگی عمیق او بود که تا آخر عمر به آن پایبند ماند.